# 차일드 44
《차일드 44》(영어: Child 44)는 톰 롭 스미스의 스릴러 소설이다. 우크라이나의 살인자 안드레이 치카틸로를 모델로 1950년대의 소련을 무대로 한 국가보안청 직원의 행동을 묘사하고 있다. 다니엘 에스피노사 감독에 의해 영화화되는 것이 발표되어 2014년 4월 동명의 이름으로 공개되었다.